# Kereskedelmi érme
A kereskedelmi érme nemesfémből vert, névértékkel ellátott, de nem pénzforgalmi, hanem befektetési és vagyontartási célokat szolgáló értékpénz. Korábban külkereskedelmi célokra vertek ilyen érméket, melyek ugyan pénzverdében és jogszabály alapján készültek, de elfogadásuk a belföldi forgalomban nem volt kötelező. Ilyen volt többek között a Mária Terézia-tallér, mely Afrikában volt népszerű fizetőeszköz.
A modern kereskedelmi érmék ezüstből, aranyból, újabban platinából és palládiumból készülnek. Ezeket az érme motívumaira és a kibocsátó államra utaló fantázianevekkel látják el. Míg a készpénzforgalmi célú értékpénzeket olyan ötvözetből készítették, amely ellenállóvá tette az érmét a forgalomból adódó kopással szemben, a modern kereskedelmi érméknél az elsődleges szempont a nagy tisztaság.
A brit sovereign (aranyfont) az 1817 és 1931 között a font sterling pénzrendszer forgalmi pénzeként (1 sovereign = 1 font sterling) vert arany 1/2, 1, 2 és 5 sovereign névértékű érmék kereskedelmi érme formájában történő kibocsátása. Előoldalukon egységesen az aktuális brit uralkodó portréja látható, hátoldalukon pedig Benedetto Pistrucci legendás, 1817-es sárkányölő Szent György ábrázolása.
Igen sikeres modern kereskedelmi érme a Dél-afrikai Köztársaság által 1967-től vert Krugerand, amelynek előoldalán Paul Kruger portréja, hátoldalán pedig egy ugró vándorantilop látható. A Krugerrand a Dél-afrikai Unió VI. György, majd II. Erzsébet képmásával vert arany 1/2 és 1 font névértékű forgalmi érméin alapult, megtartva azok Coert Steynberg (1905–1982) alkotta vándorantilopos hátoldalát, de lecserélve a brit uralkodói portrét.
Napjaink jelentősebb kereskedelmi érme kibocsátói:
- Amerikai Egyesült Államok: eagle
- Ausztrália: kenguru, kacagójancsi
- Ausztria: Bécsi Filharmonikusok
- Dél-afrikai Köztársaság: krugerrand
- Franciaország: kakas
- Kanada: juharlevél
- Kína: panda
- Nagy-Britannia: sovereign, Britannia, A királynő vadállatai
- Svájc: Helvetia

A brit, a kanadai és az ausztrál kereskedelmi érmék előoldalán II. Erzsébet királynő portréja látható.

## Galéria

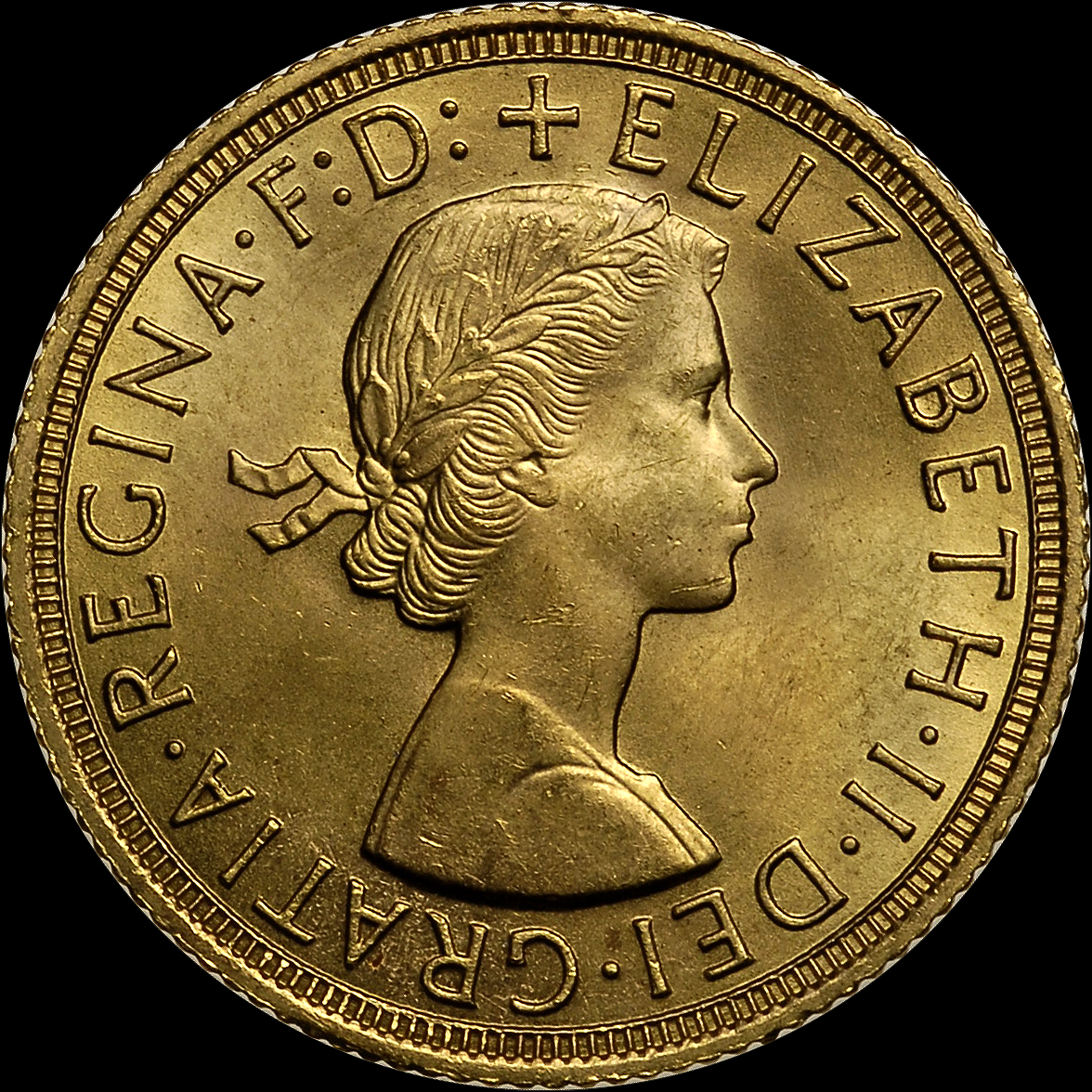
Brit 1959-es arany 1 sovereign érme, II. Erzsébet királynő Mary Gillick-féle portréjával, azóta négy újabb uralkodóportré létezik (Arnold Machin, Raphael Maklouf, Ian Rank-Broadley, Jody Clark).
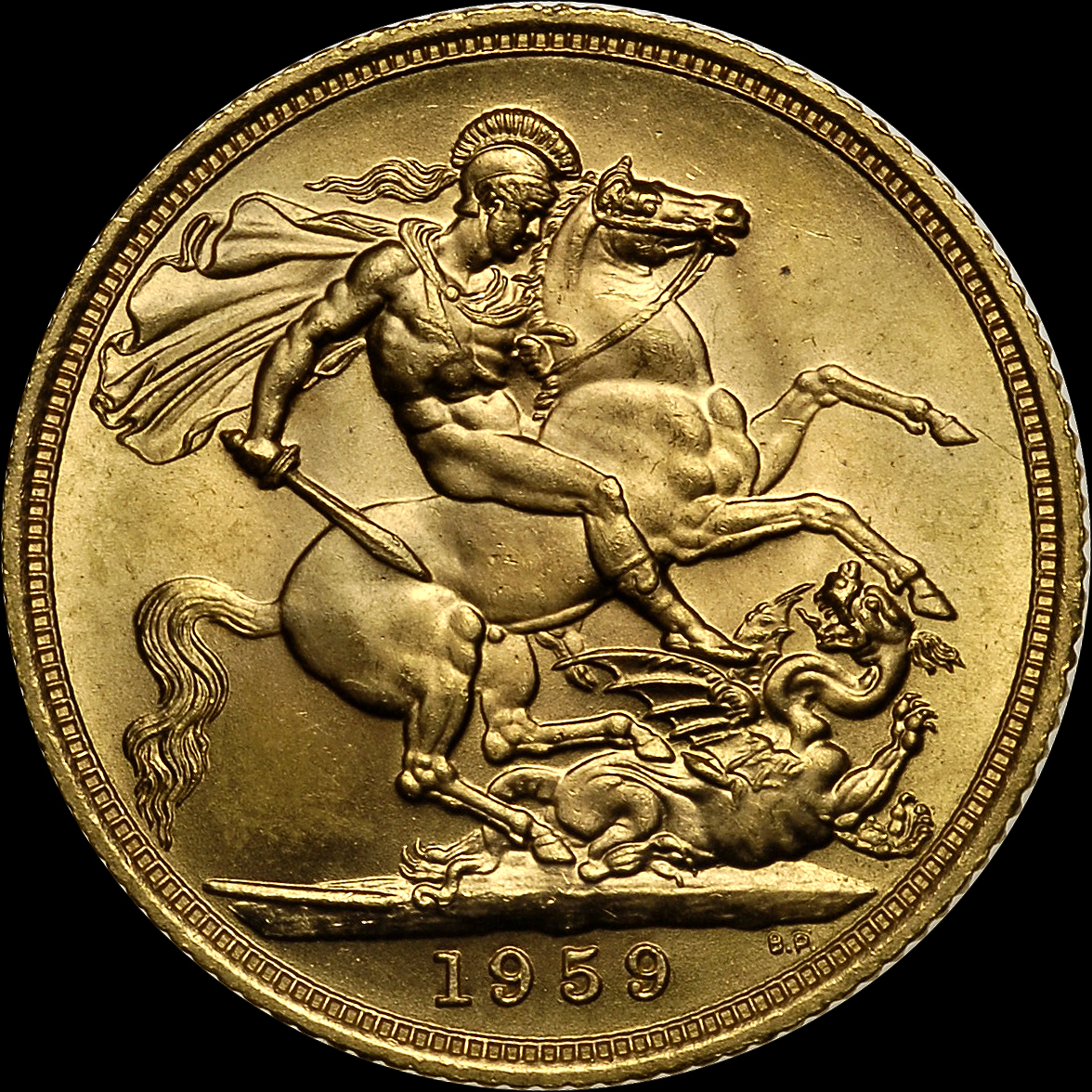
Brit 1959-es arany 1 sovereign érme hátoldala Benedetto Pistrucci klasszikus, 1817-es sárkányölő Szent György ábrázolásával.
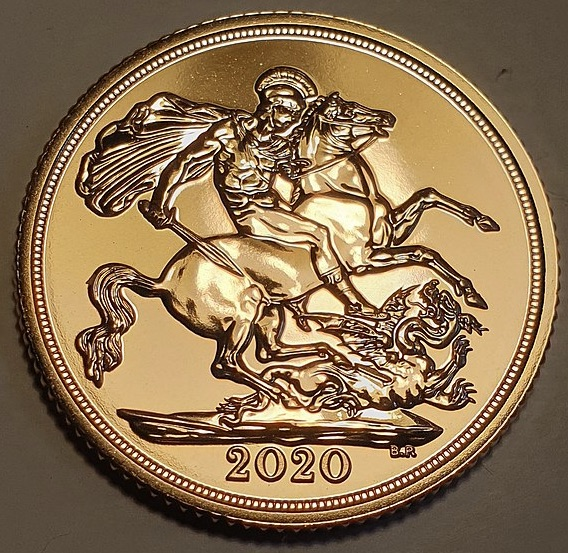
Brit 2020-as arany 1 sovereign érme hátoldala, előoldalán II. Erzsébet királynő Jody Clark-féle idős portréja látható.
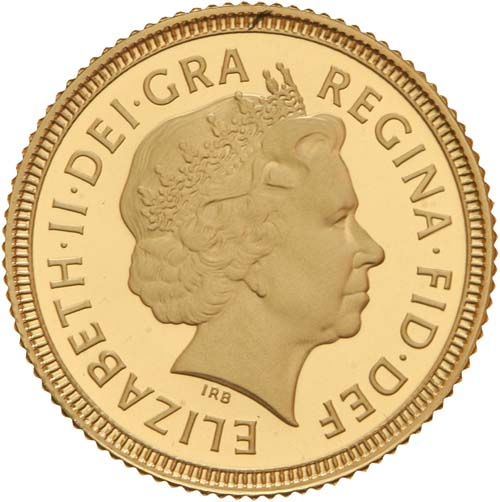
Brit 2002-es as arany 1/2 sovereign érme előoldala, II. Erzsébet királynő Ian Rank-Broadley-féle portréjával.
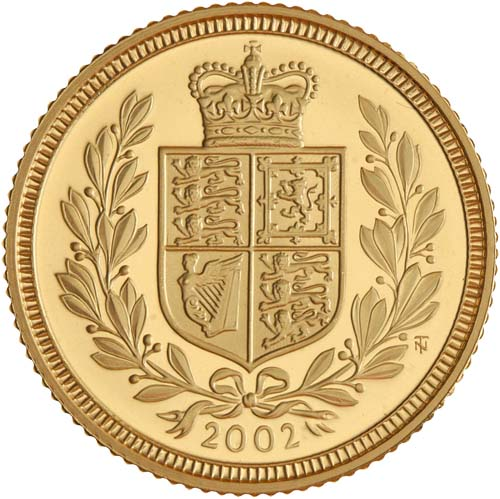
Brit 2002-es as arany 1/2 sovereign érme hátoldala az Egyesült Királyság címerével.
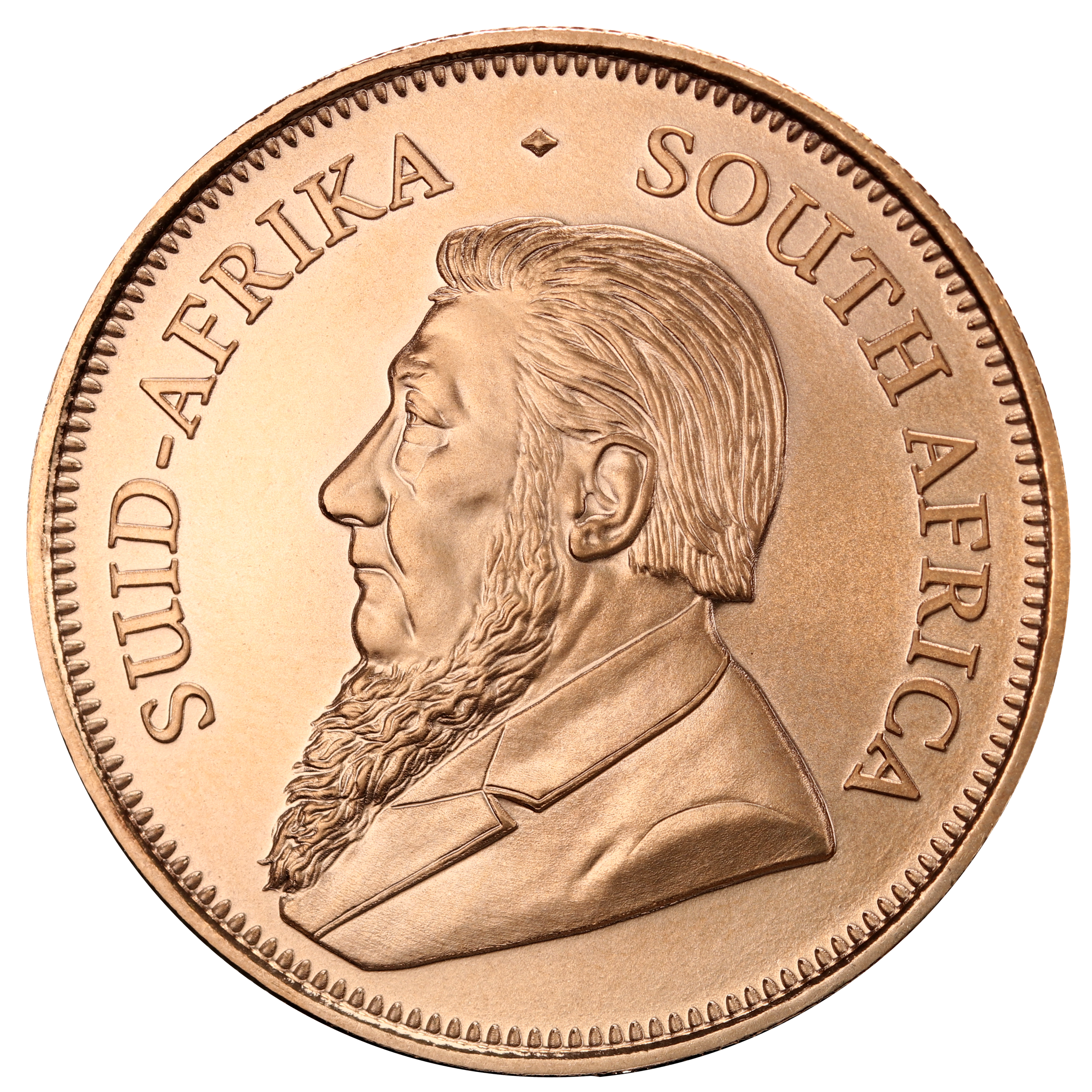
Dél-afrikai 1 unciás arany Krugerrand érme előoldala, Paul Kruger portréjával.
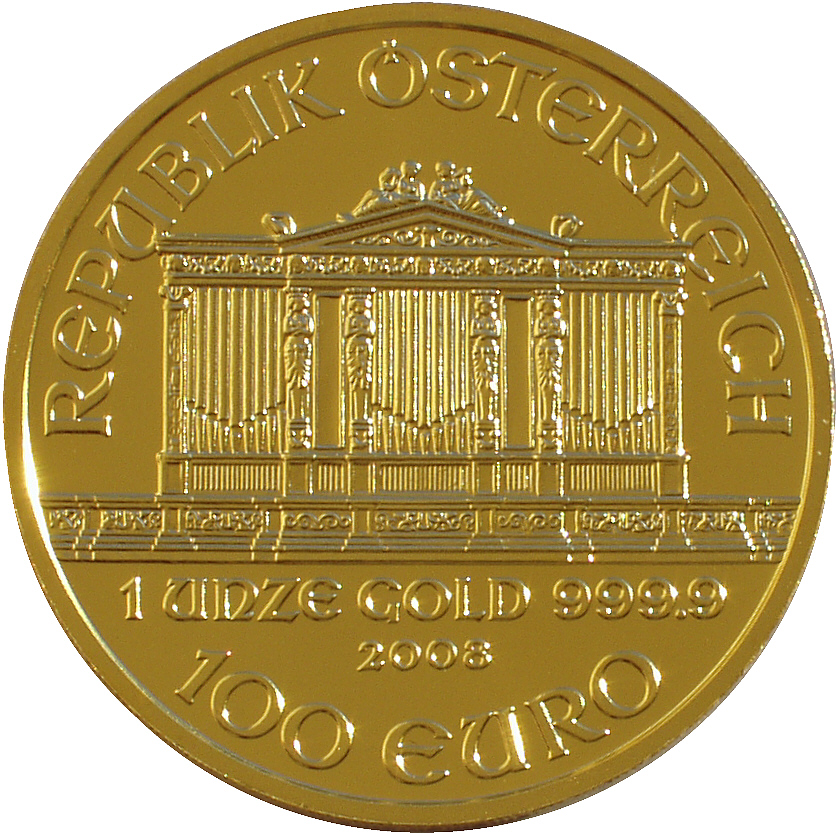
Osztrák 2008-as arany 100 eurós érme előoldala a Bécsi Filharmonikusok sorozatból.
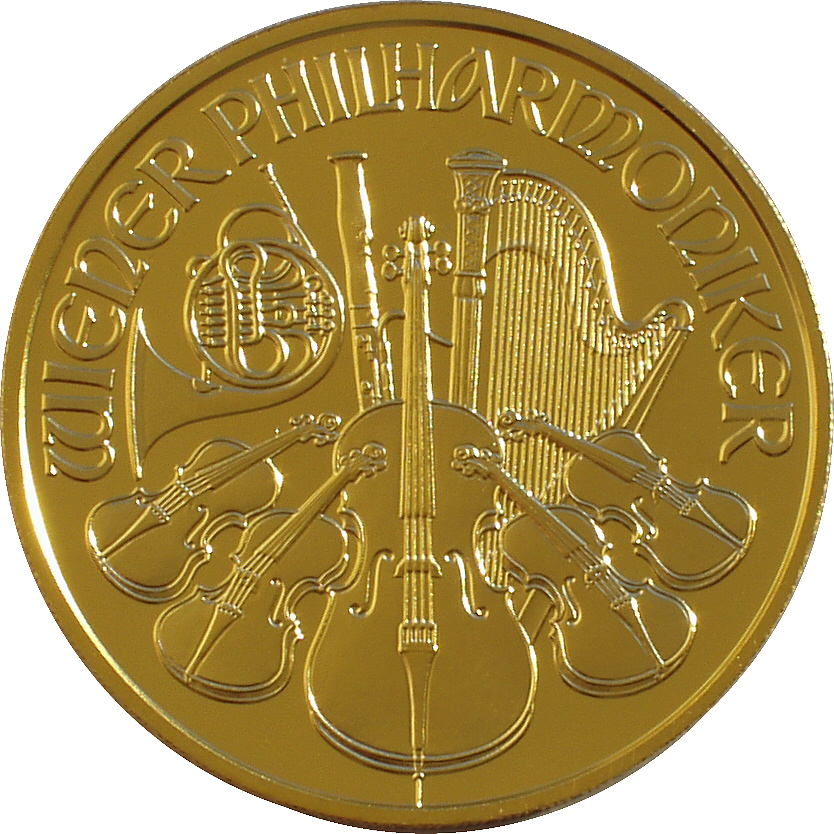
Osztrák 2008-as arany 100 eurós érme hátoldala a Bécsi Filharmonikusok sorozatból.
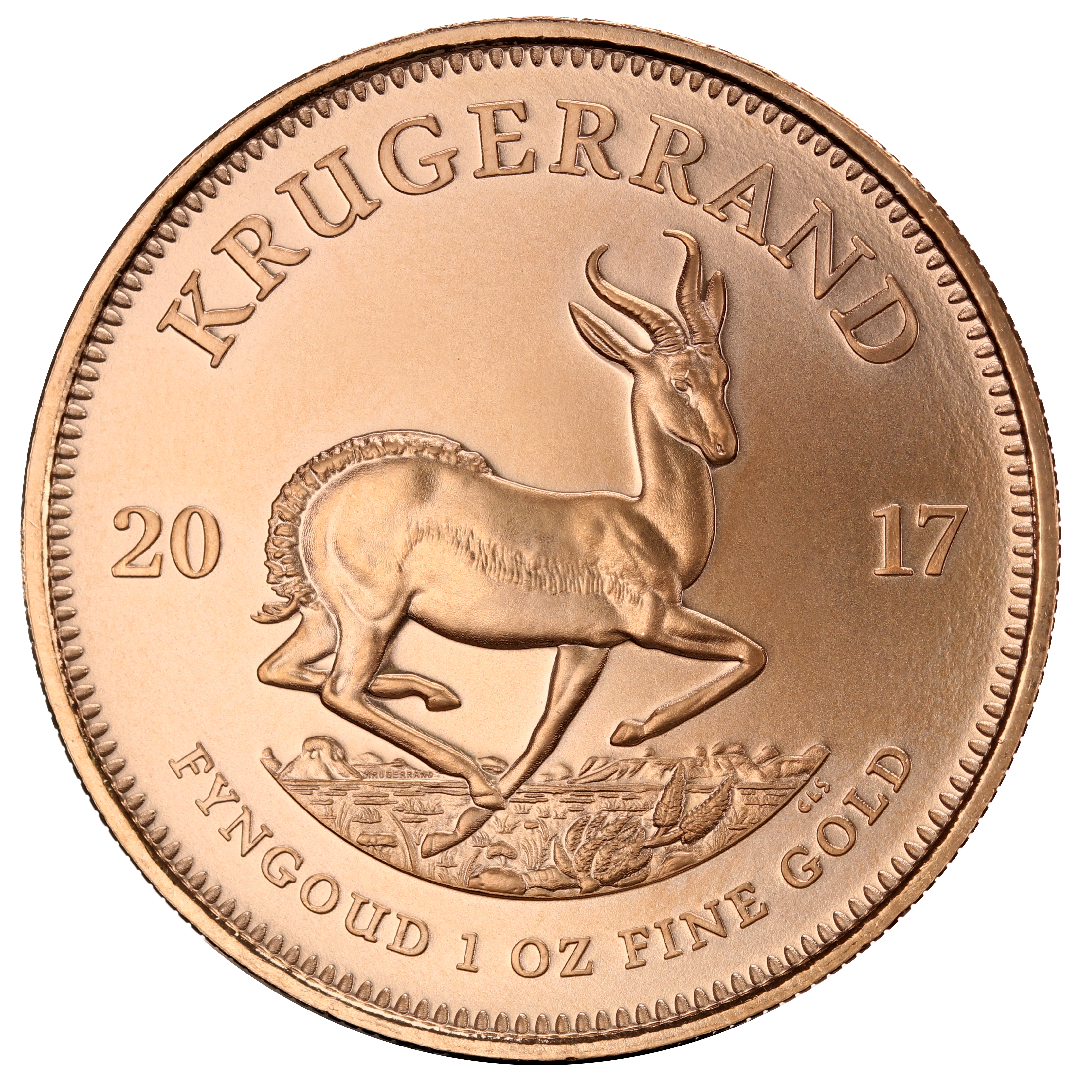
Krugerrand érme hátoldala ugró vándorantiloppal. Ugyanez az antilopábrázolás volt látható 1961 előtt a Dél-afrikai Unió előoldali brit uralkodóportrés ezüst 5 shillingese, valamint arany 1/2 és 1 fontos érméje hátoldalán.